# Olimpiada szachowa 1927

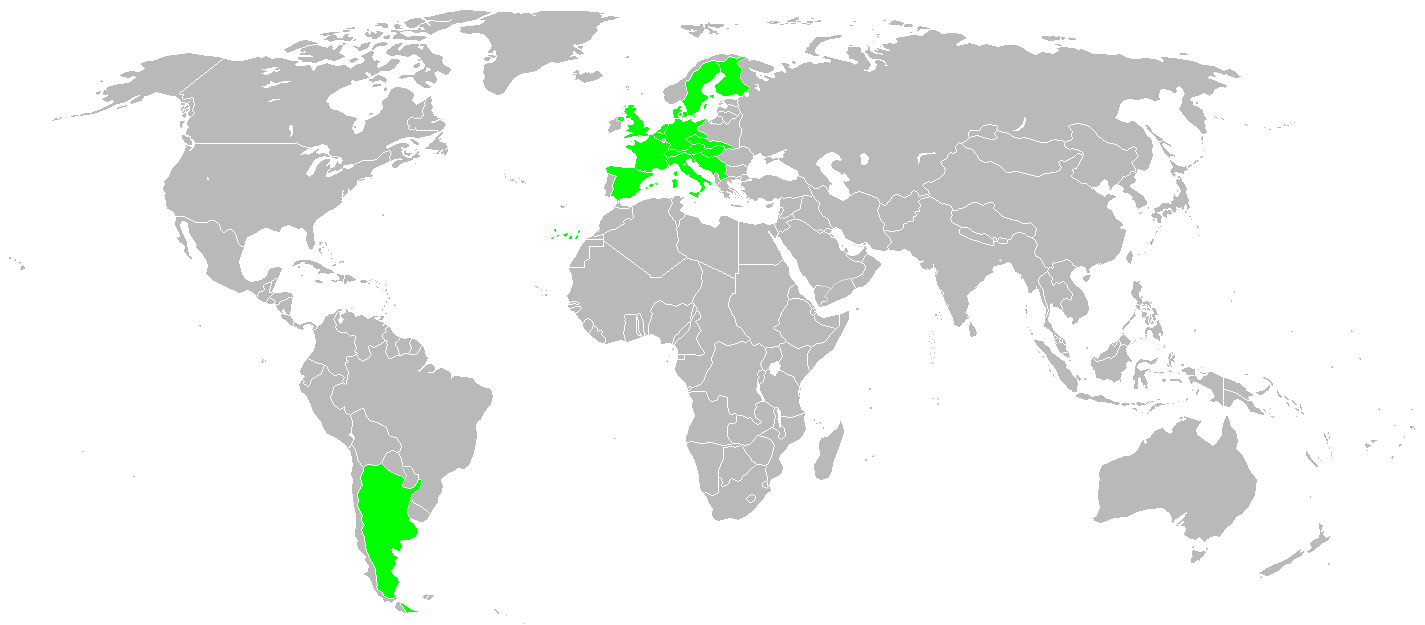
Uczestnicy olimpiady szachowej w 1927 r.

1. Olimpiada szachowa rozegrana została w dniach 18–30 lipca 1927 roku w Londynie.
Na starcie stanęło 16 drużyn i 70 uczestników. Mecze odbywały się na 4 szachownicach. Zawody rozegrano systemem kołowym na dystansie 15 rund. W każdym zespole mogło wystąpić 5 zawodników, którzy nie byli na stałe przypisani do konkretnych szachownic, tzn. w każdym meczu skład mógł być dowolnie przestawiany.
Medale zdobyli reprezentanci Węgier (złote), Danii (srebrne) oraz Anglii (brązowe).

## Wyniki końcowe
| Miejsce | Kraj             | Punkty |
| ------- | ---------------- | ------ |
| 1       | Węgry            | 40     |
| 2       | Dania            | 38½    |
| 3       | Anglia           | 36½    |
| 4       | Holandia         | 35     |
| 5       | Czechosłowacja   | 34½    |
| 6       | Austria          | 34     |
| 7       | Rzesza Niemiecka | 34     |
| 8       | Szwajcaria       | 32     |
| 9       | Królestwo SHS    | 30     |
| 10      | Włochy           | 28½    |
| 11      | Szwecja          | 28     |
| 12      | Argentyna        | 27     |
| 13      | Francja          | 24½    |
| 14      | Belgia           | 21½    |
| 15      | Finlandia        | 21½    |
| 16      | Hiszpania        | 14½    |

## Medaliści drużynowi
| Szach.         | Zawodnicy            | Punkty | Partie | Procent |
| -------------- | -------------------- | ------ | ------ | ------- |
| Medale złote   |                      |        |        |         |
|                | Géza Maróczy         | 9      | 12     | 75      |
|                | Géza Nagy            | 9½     | 14     | 67,9    |
|                | Árpád Vajda          | 7½     | 13     | 57,7    |
|                | Endre Steiner        | 5½     | 8      | 68,8    |
|                | Kornél Havasi        | 8½     | 13     | 65,4    |
| Medale srebrne |                      |        |        |         |
|                | Orla Hermann Krause  | 7      | 15     | 46,7    |
|                | Holger Norman-Hansen | 12     | 15     | 80      |
|                | Erik Andersen        | 10     | 15     | 66,7    |
|                | Karl Ruben           | 9½     | 15     | 63,3    |
| Medale brązowe |                      |        |        |         |
|                | Henry Atkins         | 7      | 12     | 58,3    |
|                | Frederick Yates      | 8      | 14     | 57,1    |
|                | George Alan Thomas   | 12     | 15     | 80      |
|                | Reginald Michell     | 6      | 13     | 46,2    |
|                | Edmund Spencer       | 3½     | 6      | 58,3    |

## Najlepsze wyniki indywidualne
Nagrodzono sześciu najlepszych zawodników, za kryterium przyjmując procent zdobytych punktów.
| Miejsce | Zawodnicy            | Punkty | Partie | Procent |
| ------- | -------------------- | ------ | ------ | ------- |
| 1       | George Alan Thomas   | 12     | 15     | 80      |
| 1       | Holger Norman-Hansen | 12     | 15     | 80      |
| 3       | Richard Réti         | 11½    | 15     | 76,7    |
| 4       | Géza Maróczy         | 9      | 12     | 75      |
| 5       | Ernst Grünfeld       | 9½     | 13     | 73,1    |
| 6       | Max Euwe             | 10½    | 15     | 70      |